# Zuckerfrachter
Zuckerfrachter oder auch Zuckertransporter (engl. "Sugar Carrier") sind spezialisierte Massengutfrachter, die überwiegend zum Transport von Rohzucker verwendet werden.

## Geschichte

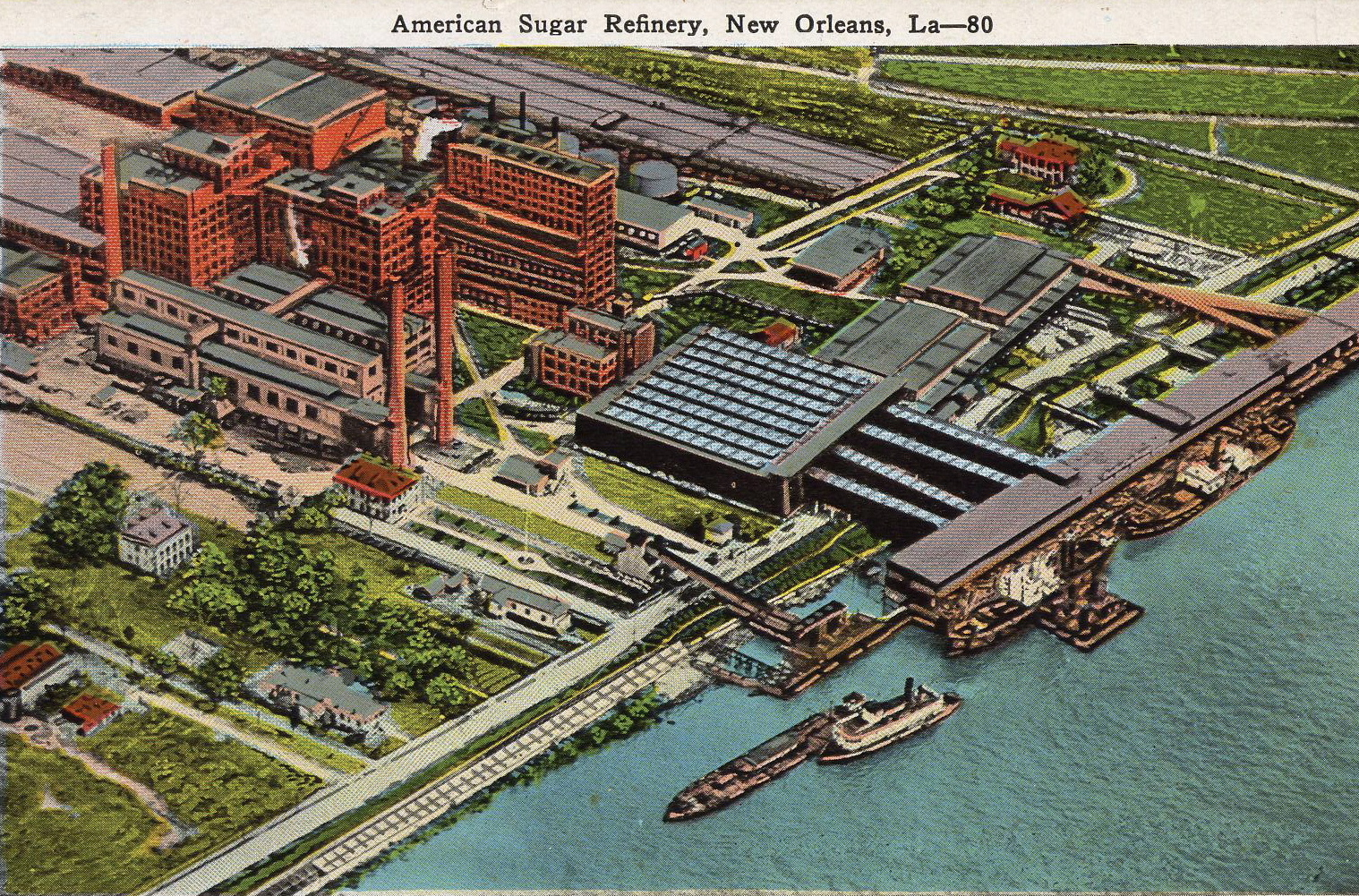
Zuckerumschlag an der Zuckerfabrik New Orleans

Zuckerrohr  enthält einen süßen Saft, der zur Zuckerproduktion ausgepresst wird. Anbauländer sind Brasilien, Kuba, USA, Südafrika, Australien und andere.
Der Ursprung des Zuckerrohrs liegt in Polynesien. Seit dem 5. Jahrhundert wird es in Indien landwirtschaftlich genutzt. Die Kreuzfahrer brachten den Zucker nach Europa, wo der Hauptumschlagsplatz Venedig war. Der Zucker galt damals als Luxusartikel, so dass der größte Teil der Bevölkerung die Speisen weiterhin mit Honig süßte.
In Sizilien und Südspanien wurde das Zuckerrohr zunächst von den Arabern angebaut. Nach der Reconquista verlagerten die Spanier den Anbau auf die Kanarischen Inseln, von wo er in die Karibik und damit auch nach Jamaika gelangte. Die Portugiesen brachten die Pflanze nach Südamerika und bauten bereits im 16. Jahrhundert weite Flächen in Brasilien an.

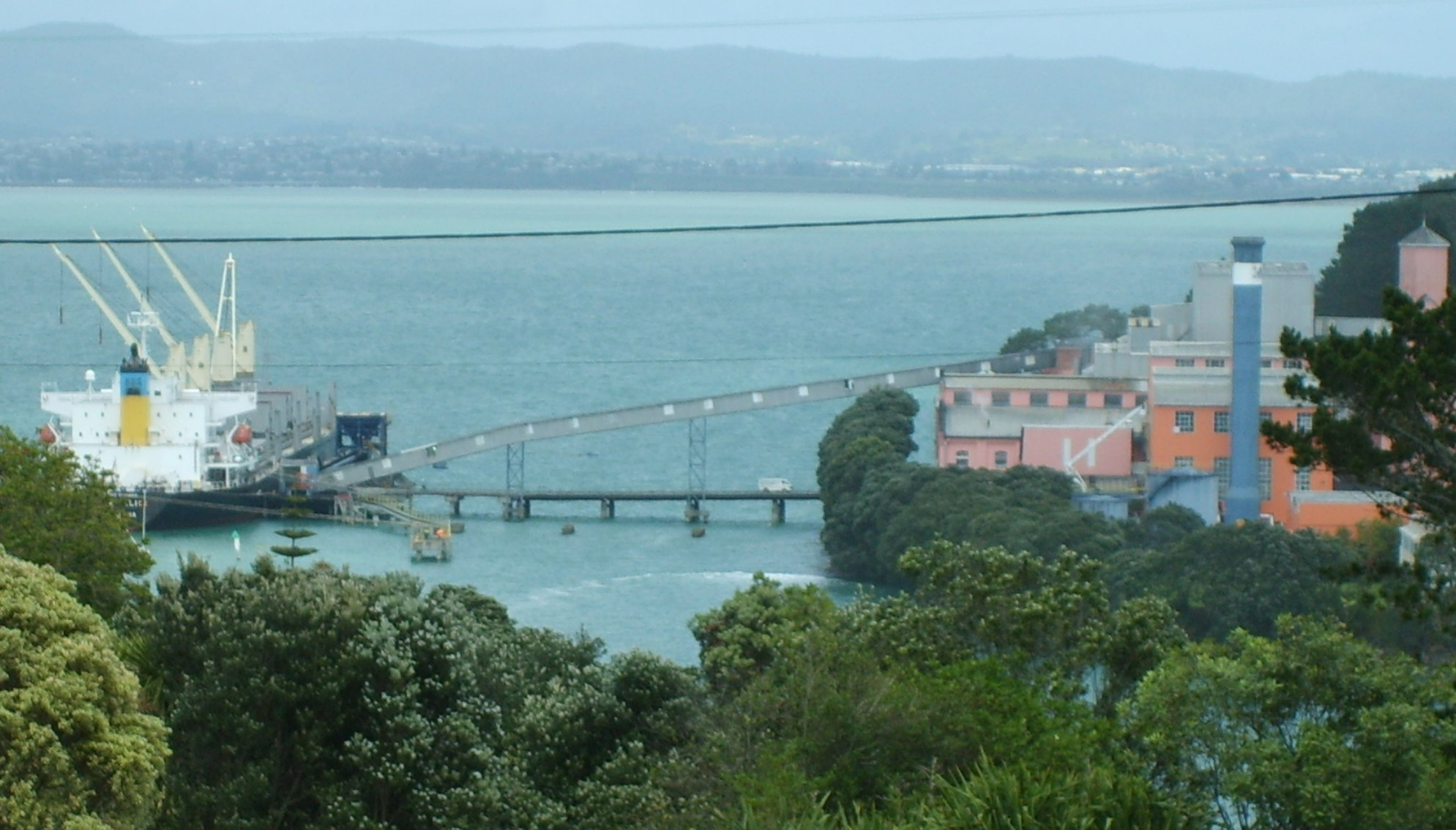
Zuckerumschlag an der Zuckerfabrik Chelsea

Während der Industriellen Revolution wuchs auch die industrielle Produktion von Zucker insbesondere durch den steigenden Zuckerrohranbau stark, sodass man sich mit dem Transport von Rohzucker als Massengut zu beschäftigen begann, wobei zunächst bestehende Schiffe für den Zuckertransport genutzt wurden. Seit den 1940er Jahren werden jedoch Neubauten von Zuckerfrachtern erstellt, die überwiegend Rohzucker aus den Anbaugebieten auf den Karibischen Inseln zu den Zuckerfabriken in den Vereinigten Staaten transportieren. Äußerlich erkennbar sind Zuckerfrachter als solche meist nicht. Durch ihre relativ geringe bauliche Spezialisierung, wie die  dem Rohzucker angepasste Räumte und die Konstruktion als Selbsttrimmer ist auch der Transport einer Vielzahl anderer Schüttgüter mit diesen Spezialschiffen möglich.

## Beispielschiffe

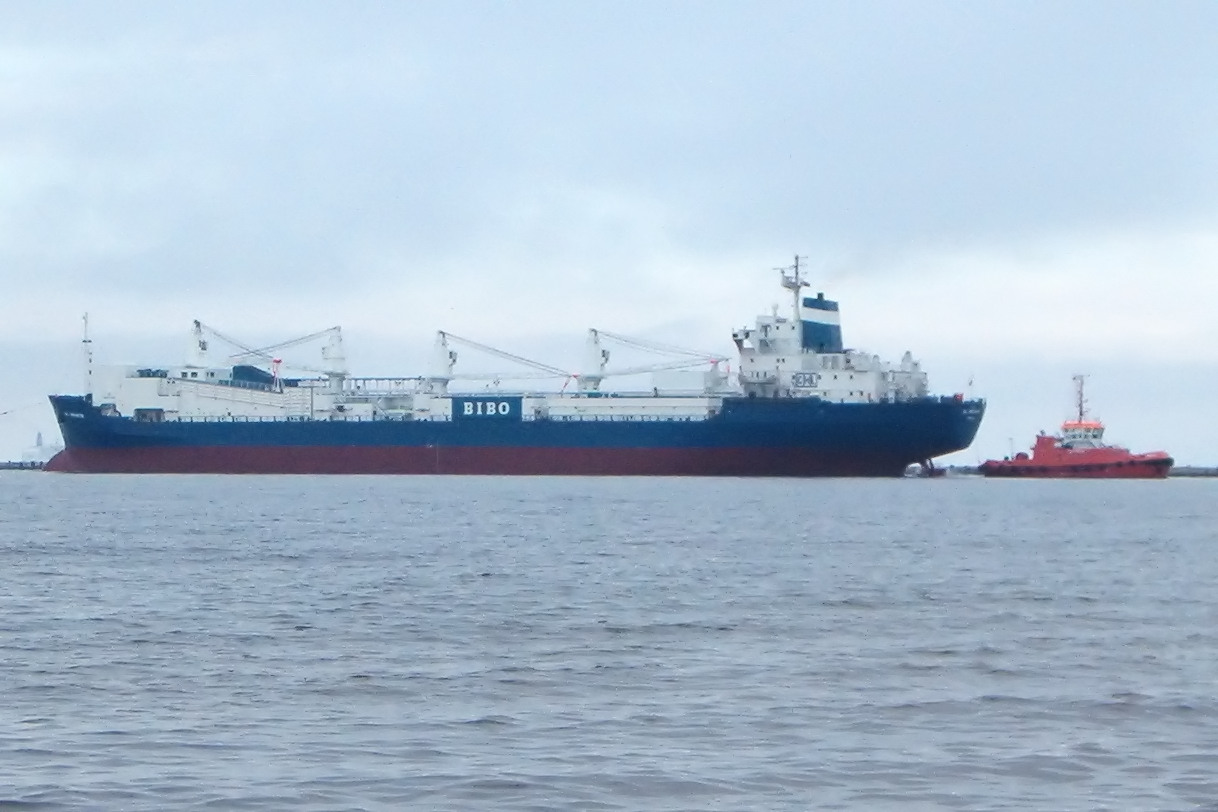
BIBO-Zuckerfrachter CHL Innovator

Der Zuckerfrachter Sugar Crystal wurde 1968 als eines von zwei Schwesterschiffen auf der schottischen Lithgows Werft in Glasgow gebaut, fuhr ab 1979 als Sounion und ab 1990 als Med Vitoria. Er wurde ab dem 17. April 1993 im indischen Alang abgebrochen. Beide Schiffe waren in ihren Abmessungen an die in Silvertown an der Themse gelegene Zuckerraffinerie angepasst. Sie verfügten über fünf Laderäume mit 20.709 m³ Fassungsvermögen. Außerhalb der Zuckersaison konnten die Schiffe auch andere Schüttgüter laden, wobei es möglich war, zwei Seitentanks über dafür vorgesehene Luken mit Getreide zu befüllen.
Eine besondere Ausprägung der Zuckerfrachter-Schiffstypen sind die sogenannten BIBO-Carrier (bulk-in, bulk/bag-out), welche beispielsweise von Sugar Australia betrieben werden. Diese laden raffinierten Zucker als Schüttgut und füllen die Ladung auf der Reise zum Ankunftshafen an Bord in großhandelfähige Säcke ab.